# Canthigaster capistrata
Canthigaster capistrata, tên thông thường là cá nóc mũi nhọn Macaronesia, là một loài cá biển thuộc chi Canthigaster trong họ Cá nóc. Loài này được mô tả lần đầu tiên vào năm 1839.

## Phân bố và môi trường sống
C. capistrata có phạm vi phân bố ở vùng biển Đông Đại Tây Dương. Loài này được tìm thấy xung quanh các hòn đảo thuộc nhóm Macaronesia. Năm 2007, C. capistrata ghi nhận tại eo biển Gibraltar. Phạm vi phân bố của C. capistrata có thể mở rộng về phía bắc do nhiệt độ đại dương dần ấm lên. Loài này sống xung quanh các rạn san hô hoặc đá ngầm phủ tảo ở độ sâu khoảng từ 20 m trở lại.

## Mô tả
C. capistrata trưởng thành có kích thước tối đa được ghi nhận là khoảng 8 cm. Lưng có màu nâu xám; bên dưới có một dải sọc màu nâu đen ngăn cách với vùng thân dưới màu trắng; thân dưới cũng có một dải sọc nâu. Hai dải nâu trải dài đến hai thùy đuôi Thân phủ đầy các đốm chấm màu xanh lơ. Mắt vàng có viền xanh lam bao quanh.
Số gai ở vây lưng: 0; Số tia vây mềm ở vây lưng: 9 - 10; Số gai ở vây hậu môn: 0; Số tia vây mềm ở vây hậu môn: 9; Số tia vây mềm ở vây ngực: 15 - 18.
Cũng như những loài cá nóc khác, C. capistrata có khả năng sản xuất và tích lũy các độc tố như tetrodotoxin và saxitoxin trong da, tuyến sinh dục và gan. Mức độ độc tính khác nhau tùy theo từng loài, và cũng phụ thuộc vào khu vực địa lý và mùa.
Thức ăn của C. capistrata là các loài động vật giáp xác và động vật thân mềm. C. capistrata được đánh bắt nhằm mục đích thương mại cá cảnh, nhất là tại Bồ Đào Nha.